# Palani Subramania Pillai
Pal(a)ni Subramania(m) Pillai (* 20. April 1908; † 27. Mai 1962) war ein indischer Perkussionist und Vertreter der Karnatischen Musik.

## Leben
Subramania Pillai hatte den ersten Mridangamunterricht bei seinem Vater Muthaiah Pillai und bei Pudukottai Dakshinamurti Pillai. In Madras hatte er Auftritte mit Sängern wie Nayana Pillai und Chittoor Subramania Pillai. Mit den Brüdern Alathur – Srinivasa Iyer und Sivasubramania Iyer, beide Schüler von Alathur Venkatesa Iyer – trat er bei einem Konzert an der Musikakademie der Stadt nach der Sängerin N. C. Vasanthakokilam auf. Er kam zu großen Ansehen und wurde mit seinen Zeitgenossen Palghat Mani Iyer und Ramanathapuram C. S. Murugabhoopathy als „heilige Dreieinigkeit der Mridangam“ bezeichnet. Neben seiner Tätigkeit als Musiker widmete er sich dem Unterricht und hatte viele erfolgreiche Schüler wie T. Sankaran, T. Ranganathan, M. N. Kandasamy, Dandamudi Ramamohan Rao und Udumalai Mayilsamy. Zu Wohlstand gekommen förderte er auch junge Talente, die nicht seine Schüler waren, darunter Lalgudi Jayaraman, M. Balamuralikrishna, K. V. Narayanaswamy, Nedunuri Krishnamurthy, T. M. Thyagarajan, T. K. Murthy und Palghat Raghu. Nachdem er mehrere Herzanfälle erlitten hatte, starb er 54-jährig an den Folgen eines schweren Schlaganfalls.